# Вельгайм
Вельгайм (нім. Wellheim) — громада в Німеччині, розташована в землі Баварія. Підпорядковується адміністративному округу Верхня Баварія. Входить до складу району Айхштет.
Площа — 33,81 км2. Населення становить 2730 ос. (станом на 31 грудня 2020).